# Mount Persenk
Mount Persenk (englisch; bulgarisch връх Персенк wrach Persenk) ist ein vereister, abgerundeter und 1700 m hoher Berg an der Nordenskjöld-Küste des Grahamlands auf der Antarktischen Halbinsel. Er ragt 15,3 km nordwestlich des im Kap Fairweather auslaufenden Grats, 12 km nordnordöstlich des Skilly Peak, 18,15 km östlich des Mount Quandary und 3,17 km westsüdwestlich des Mount Moriya in den Lovech Heights auf. Der Rogosch-Gletscher liegt nördlich, westlich und südlich von ihm.
Britische Wissenschaftler kartierten ihn 1978. Die bulgarische Kommission für Antarktische Geographische Namen benannte ihn 2012 nach einem Berg in den bulgarischen Rhodopen.